# Encinas de Arriba
Encinas de Arriba ist ein westspanischer Ort und eine Gemeinde (municipio) mit 226 Einwohnern (Stand: 2024) in der Provinz Salamanca in der Region Kastilien und León. 

## Lage und Klima
Die ca. 815 m hoch gelegene Gemeinde Encinas de Arriba befindet sich im äußersten Süden der altkastilischen Hochebene (meseta). Der Río Tormes begrenzt die Gemeinde im Osten. Die Stadt Salamanca ist knapp 25 km in nordnordwestlicher Richtung entfernt. 
Das Klima im Winter ist durchaus kühl; die geringen Niederschlagsmengen fallen – mit Ausnahme der nahezu regenlosen Sommermonate – verteilt übers ganze Jahr.

## Bevölkerungsentwicklung
| Jahr      | 1970 | 1981 | 1991 | 2001 | 2011 | 2021 |
| Einwohner | 331  | 294  | 294  | 286  | 252  | 240  |

## Sehenswürdigkeiten
- Stephanskirche (Iglesia de San Esteban)

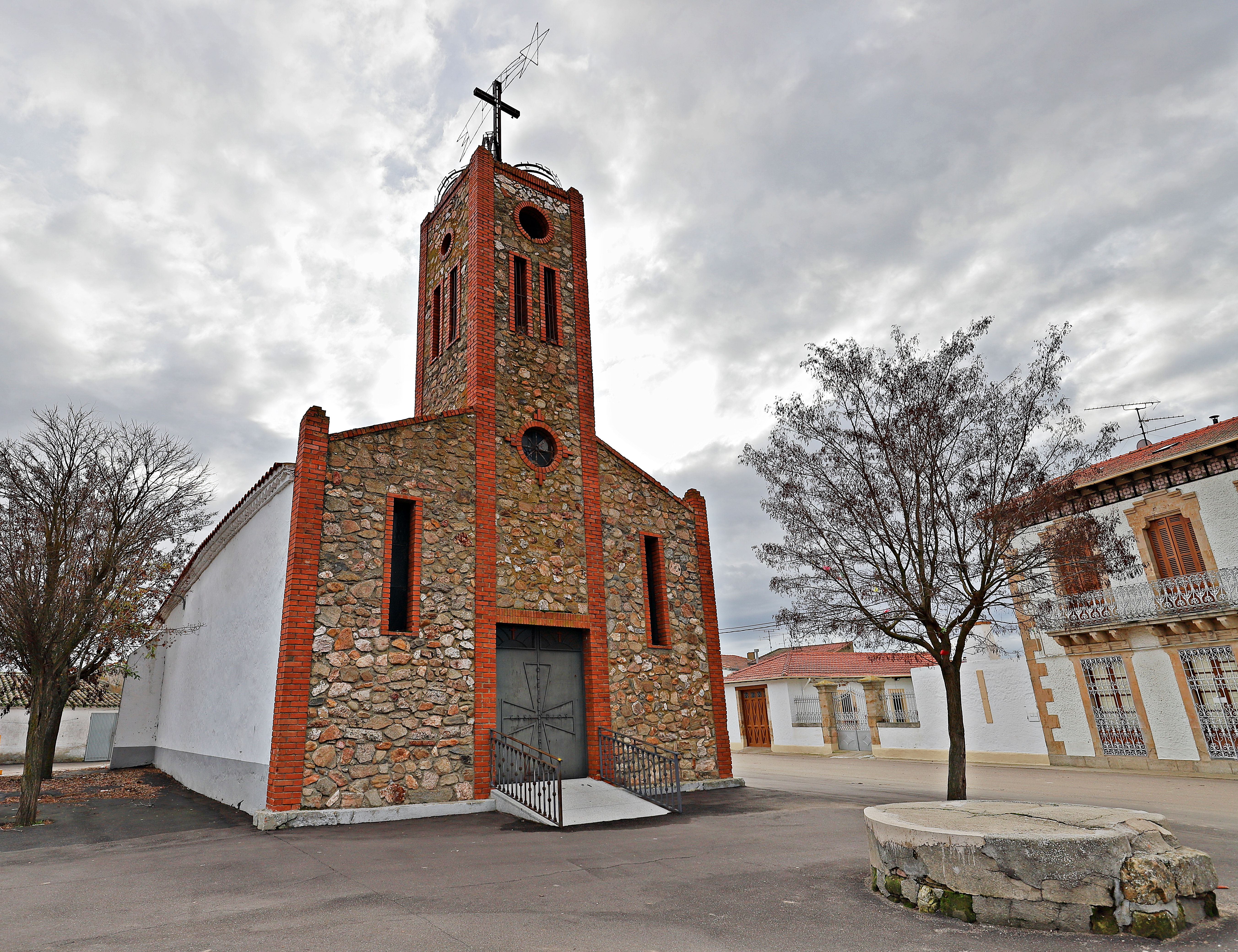
Stephanskirche
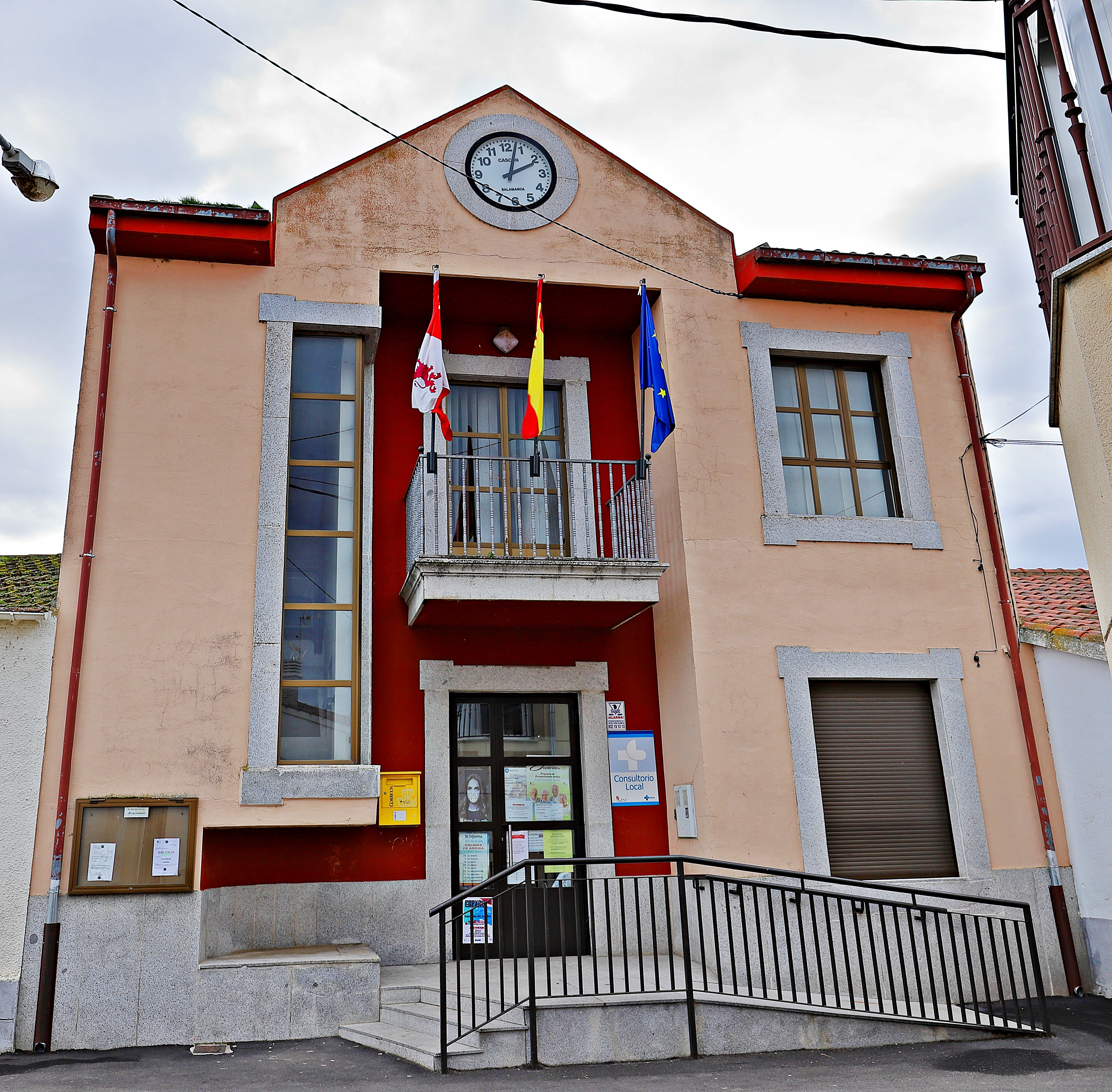
Rathaus